# インドネシア国家英雄

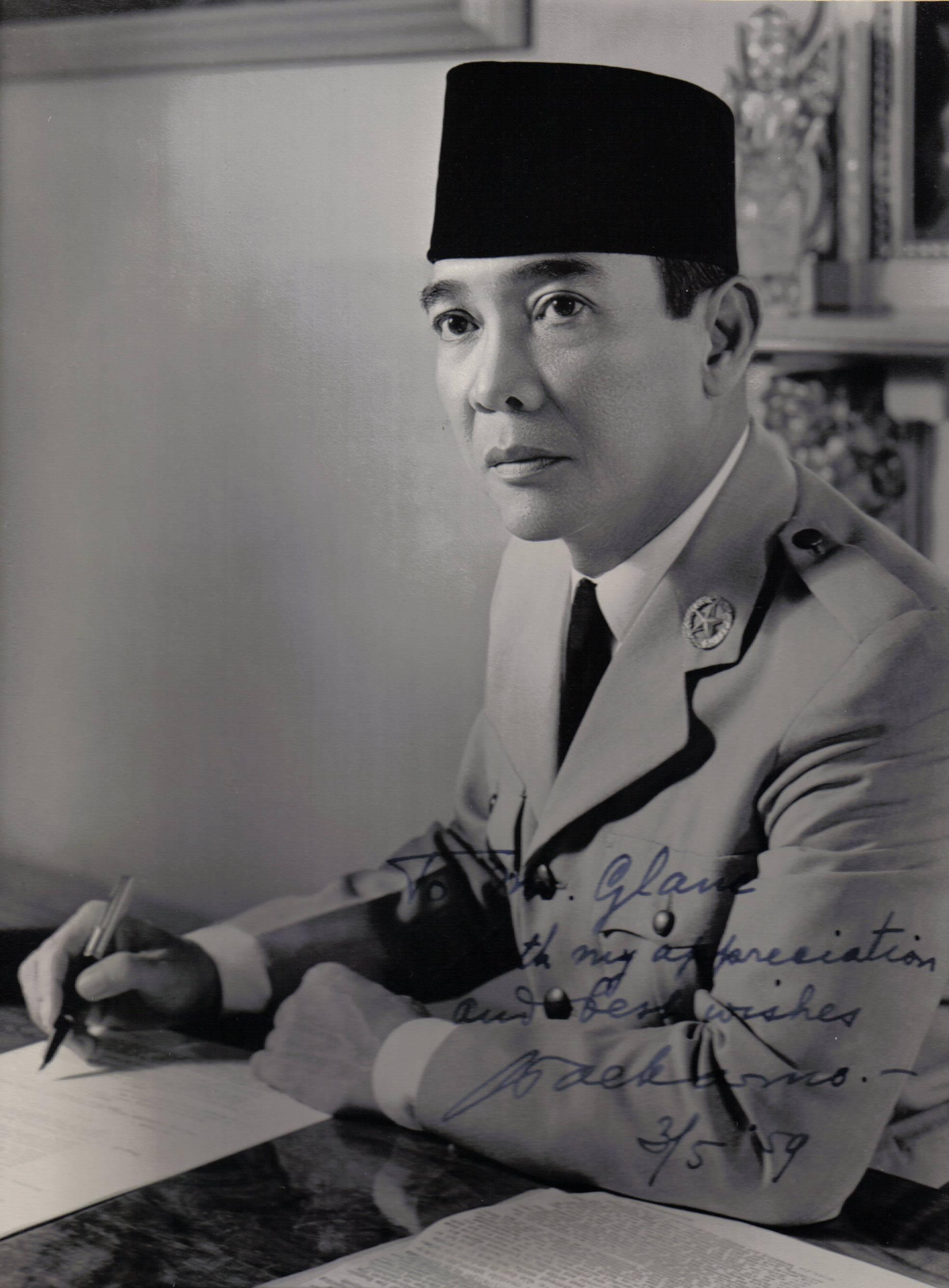
国家英雄制度を制定したスカルノ。自身も2012年に国家英雄に認定された。

インドネシア国家英雄（インドネシアこっかえいゆう、インドネシア語：Pahlawan Nasional Indonesia）は、インドネシアにおける最高の栄誉称号であり、英雄称号である。インドネシアの独立や発展など「国民に記憶される行為」に寄与した人物に対して、死後に授与される。

## 概要
1958年に施行された大統領令第241号により独立国家英雄制度が作られ、1959年8月30日に授与されたアブドゥル・ムイス（同年6月17日死去）が最初の授与者となった。スハルトが政権を掌握した1960年代に「独立国家英雄」から「国家英雄」に名称が変更された。国家英雄には複数のランクがあり、9月30日事件の犠牲者に与えられた「革命英雄」、インドネシア独立宣言を読み上げたスカルノとモハマッド・ハッタに与えられた「独立宣言英雄」の称号がある。国家英雄に認定された者の遺族には年金や医療・住宅手当などが支給される。
国家英雄に認定された者は、東はパプア州から西はアチェ州までインドネシア全土から選ばれており、人種（インドネシア諸族、インドネシア原住民、華僑、ユーラシアン）や職種（政治家、王族、革命家、軍人、司教、作家、ジャーナリスト）も多種多様な人物が選ばれている。

## 認定過程

### 認定条件
インドネシア社会省は国家英雄の認定条件として、以下の7つの条件を規定している。
1. 既に死亡しているインドネシア国民で、生涯を通して国家のために武力闘争を指揮し、または国家の利益となる概念・製品を発明した。
2. 彼または彼女の生涯を通して、国民が果たすべき義務を越えて闘争を続けた。
3. 彼または彼女の行動により、広範囲に影響を及ぼした。
4. 高い愛国心を備えていた。
5. 人格的・道徳的に優れていた。
6. 彼または彼女の敵に降伏することがなかった。
7. 自ら築いた遺産を傷付けることがなかった。

### 選考
選考は4段階を経て行われる。最初に一般市民が市長または市政府機関に候補者を提案し、市長が州知事に推薦した後、各州の候補者リストを社会省と選考委員会で協議し、大統領が最終的に認定する。選考委員会は学者2名、軍関係者2名、何らかの勲章・称号を授与された経験のある者3名の計7名で構成されている。認定者はジャカルタで開催される授与式で、選考委員長を務める大統領から称号を授与される。2000年以降、授与式は英雄の日に合わせて11月上旬に行われている。
認定に当たっては政治的な理由が介在することもあり、スカルノ、ハッタの認定の際には委員会との協議が行われず社会省単独の推薦だったと指摘されている。また、独裁政権を敷いたスハルトの認定については、認定を支持する勢力と独裁を理由に反対する勢力が存在して賛否両論となっており、認定には至っていない。